# Fenomeni cadaverici
Per fenomeni cadaverici in ambito medico si intendono le modificazioni a cui un corpo va incontro nel periodo successivo al decesso. Questi fenomeni morfologici, fisico-chimici, anatomici e bioumorali sono indagati in tanatologia e permettono di diagnosticare cronologicamente la morte del soggetto.

## Classificazione
Classicamente vengono distinti due gruppi principali: i "fenomeni abiotici" e i "fenomeni trasformativi". A loro volta questi possono essere suddivisi in: fenomeni abiotici immediati e consecutivi e fenomeni trasformativi distruttivi e speciali.

### Fenomeni abiotici
I fenomeni abiotici immediati comprendono quelli che un tempo era denominata "triade del Bichat":
- la perdita di coscienza e di tutte le funzioni neurologiche;
- l'arresto della circolazione;
- l'arresto della respirazione.

I fenomeni abiotici consecutivi comprendono:
- la disidratazione;
- il raffreddamento;
- le ipostasi;
- la rigidità cadaverica;
- l'acidificazione dei tessuti.

### Fenomeni trasformativi
Successivamente, col passare delle ore, cominciano a manifestarsi i cosiddetti segni trasformativi. Quelli distruttivi comprendono:
- l'autolisi;
- l'autodigestione;
- la putrefazione (divisa a sua volta in stadio cromatico, enfisematoso e scheletrico).

Se il cadavere è ubicato in ambienti con particolari caratteristiche fisico-climatiche, si manifestano i segni trasformativi speciali:
- la macerazione (in acqua o comunque in ambienti umidi);
- la saponificazione (in ambienti umidi e in presenza di sali di calcio si ha la formazione di adipocera a partire dagli acidi grassi del corpo);
- la mummificazione (in ambienti asciutti e ventilati);
- la corificazione (fenomeno che si osserva solitamente quando il cadavere è all'interno di casse metalliche).